# برنادین هیلی
برنادین پاتریشیا هیلی (۴ اوت ۱۹۴۴ – ۶ اوت ۲۰۱۱) یک متخصص قلب آمریکایی و اولین مدیر زن مؤسسه ملی بهداشت (NIH) بود.
هیلی در طول زندگی حرفه‌ای‌اش سمت‌های رهبری را در دانشگاه جانز هاپکینز، کلینیک کلیولند، دانشگاه ایالتی اوهایو و دانشگاه هاروارد داشت. او همچنین رئیس صلیب سرخ آمریکا و انجمن قلب آمریکا بود. او سردبیر بهداشت و ستون نویس یواس نیوز اند ورلد ریپورت و یک مفسر مشهور در رسانه‌های خبری در مورد مسائل بهداشتی بود.

## سال‌های اولیه و خانواده
هیلی در ۴ اوت ۱۹۴۴ در شهر نیویورک در خانواده ویولت مک گراث و مایکل هیلی، دومین دختر از چهار دختر آنها به دنیا آمد. او در شهر لانگ آیلند، کوئینز بزرگ شد. پدر و مادرش بر اهمیت تحصیل تأکید کردند و او در تحصیلات عالی بود. در سال ۱۹۶۲، او از دبیرستان کالج هانتر در منهتن فارغ‌التحصیل شد. او با بورسیه تحصیلی کامل به کالج واسار رفت و در سال ۱۹۶۵ در رشته شیمی و در رشته فلسفه فارغ‌التحصیل شد. او به عنوان فی بتا کاپا انتخاب شد. او سپس با بورسیه کامل به دانشکده پزشکی هاروارد رفت و یکی از تنها ده زن از ۱۲۰ دانشجوی کلاس خود بود. پس از فارغ‌التحصیلی از دانشکده پزشکی هاروارد در سال ۱۹۷۰، دوره کارآموزی و رزیدنتی خود را در رشته پزشکی داخلی و فلوشیپ قلب و عروق در دانشکده پزشکی جان هاپکینز و بیمارستان جانز هاپکینز به پایان رساند. پس از پایان دوره فوق دکتری، او اولین زنی بود که به دانشکده تمام وقت آن در رشته قلب و عروق پیوست و به سرعت به درجه استادی پزشکی رسید.
او به مدت هشت سال سرپرستی بخش مراقبت‌های عروق کرونر در بیمارستان جانز هاپکینز را بر عهده داشت. در دانشکده پزشکی، او به عنوان دستیار رئیس برای برنامه‌های فوق دکترا و توسعه دانشکده خدمت کرد. در آن زمان، او سمپوزیومی تحت پوشش ملی مری الیزابت گرت در مورد زنان در پزشکی ترتیب داد که فرصت‌ها و موانع پیش روی زنان پزشک را تقریباً ۹۰ سال پس از تأسیس دانشکده پزشکی در سال ۱۸۹۳ مورد بررسی قرار داد و در همان زمان از گرت، جامعه اجتماعی ویکتوریا تقدیر کرد. و بشردوستی که اطمینان حاصل کرد که دانشکده پزشکی جان هاپکینز پذیرش خود را برای زنان باز کرد (دانشکده پزشکی درهای خود را در اکتبر ۱۸۹۳ باز کرد؛ و سه نفر از هجده کاندید اصلی برای مدرک MD زن بودند) و در نهایت زنان و مردان را دقیقاً در دانشگاه پذیرفت. همان شرایط

## وابستگی‌های سازمانی
هیلی در زمانی که در جانز هاپکینز بود، چندین سمت رهبری در سازمان‌هایی مانند فدراسیون تحقیقات بالینی آمریکا، کالج آمریکایی قلب و انجمن قلب آمریکا داشت، سازمانی که او بعداً به عنوان رئیس داوطلب آن را رهبری کرد، و در کمیته‌های مشاوره ای خدمت کرد. مؤسسه ملی قلب، ریه و خون
سازمان غیرانتفاعی Age of Autism در سال ۲۰۰۸ او را به عنوان شخص سال به دلیل نظر علنی اعلام کرد مبنی بر اینکه نشان داده نشده‌است که واکسیناسیون محرک یا علت اوتیسم نیست، و به دلیل اصرار شدید او بر انجام علم کافی برای حل این مشکل، او را به عنوان شخص سال انتخاب کرد. موضوع. اجماع علمی این بود و هست که هیچ ارتباطی بین واکسن و اوتیسم یافت نشده‌است.

## کلینیک کلیولند
در سال ۱۹۸۵ هیلی واشینگتن را ترک کرد و به کلیولند نقل مکان کرد و در آنجا رئیس مؤسسه تحقیقاتی کلیولند کلینیک لرنر شد و همچنین کاردیولوژی را انجام داد. او علاوه بر ایجاد برنامه‌های جدید بزرگ در زیست‌شناسی مولکولی، علوم اعصاب و زیست‌شناسی سرطان، سرپرستی یک برنامه تحقیقاتی بزرگ با بودجه NIH در زمینه فشار خون بالا را بر عهده داشت و محقق اصلی مشارکت کلینیک کلیولند در یک مطالعه تحقیقاتی بالینی بزرگ بود که آنژیوپلاستی را با عروق کرونر مقایسه می‌کرد. عمل جراحی بای پس. او ریاست هیئت مشاوره NIH را برای یک مطالعه بالینی چند مرکزی دیگر بر عهده داشت که نشان داد استاتین‌ها می‌توانند سیر آترواسکلروز را در پیوندهای بای پس عروق کرونر کاهش دهند. در طول این مدت او یک برنامه دانشجویی پزشکی را در اتحاد با دانشگاه ایالتی اوهایو آغاز کرد که به عنوان پیشرو برای تأسیس کلینیک کلیولند لرنر کالج پزشکی در سال ۲۰۰۴ بود.

## صلیب سرخ آمریکا
هیلی در اواخر سال ۱۹۹۹ از ایالت اوهایو به عنوان رئیس و مدیر عامل صلیب سرخ آمریکا استخدام شد و جانشین الیزابت دول شد. او از همان ابتدا تلاش کرد تا خدمات و داوطلبان مختلف را تحت عنوان «با هم می‌توانیم یک زندگی را نجات دهیم» متحد کند.
دوران تصدی او در صلیب سرخ ناپایدار بود. در بهار سال ۲۰۰۱، FDA جریمه‌ای بی‌سابقه به صلیب سرخ برای سوء استفاده از محصولات خونی آلوده به CMV صادر کرد.
صلیب سرخ آمریکا در رسانه‌های خبری، به ویژه توسط بیل آوریلی، مجری کانال فاکس نیوز، الیوت اسپیتزر، دادستان کل ایالت نیویورک و برخی در کنگره به دلیل گمراه کردن اهداکنندگان از طریق درخواست و دریافت کمک‌های مالی به ارزش ۵۶۴ میلیون دلار پس از ۱۱ سپتامبر مورد انتقاد قرار گرفت. پس از آن که مشخص شد اکثریت وجوه دریافتی به جای حمایت از قربانیان و داوطلبان، برای استفاده طولانی مدت سازمان کنار گذاشته شده‌است. صلیب سرخ مجبور شد سیاست خود را تغییر دهد.
هیلی همچنین از کسر عوارض از فدراسیون بین‌المللی جمعیت‌های صلیب سرخ و هلال احمر به دلیل اجازه ندادن به انجمن صلیب سرخ اسرائیل (Magen David Adom) برای پیوستن به این نهاد بین‌المللی بدون استفاده از صلیب یا هلال به عنوان نماد آن حمایت کرد. هیئت مدیره صلیب سرخ او را به عنوان «عامل تغییر» استخدام کرد، اما از سبک مدیریتی فولادین او و «از دست دادن کنترل هیئت مدیره بر تصمیم‌گیری‌های روزانه» ناراحت شد هیئت مدیره در پی این اختلافات و اختلافات او را مجبور به استعفا کرد. هیلی در ۳۱ دسامبر ۲۰۰۱ به عنوان رئیس سازمان را ترک کرد.

## خدمات دولتی

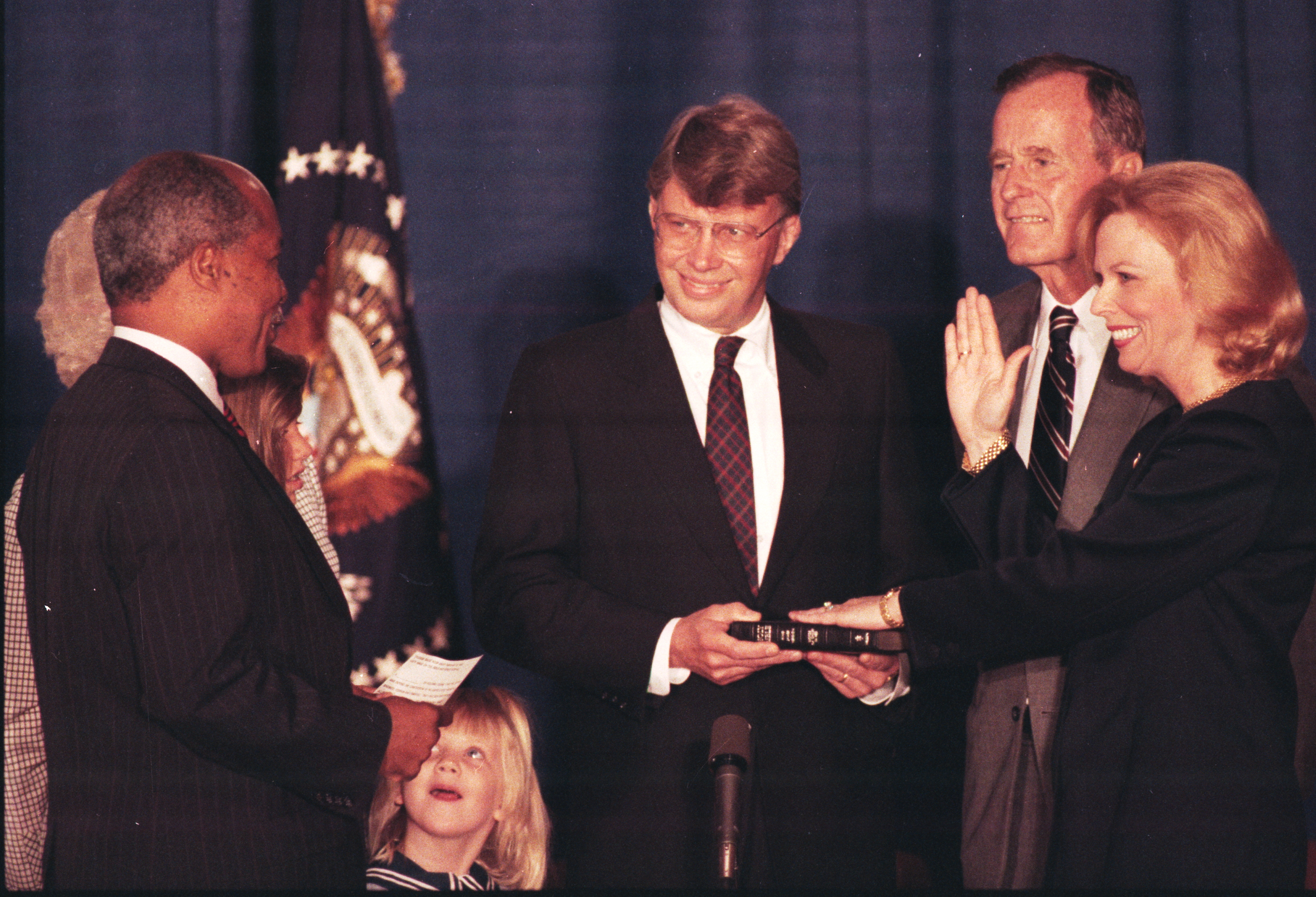
هیلی (راست) با رئیس‌جمهور جرج هربرت واکر بوش در سال ۱۹۹۱ که به عنوان مدیر مؤسسه ملی بهداشت سوگند یاد کرد.

### مشاور رئیس‌جمهور
رئیس‌جمهور رونالد ریگان، هیلی را به عنوان معاون دفتر سیاست علم و فناوری کاخ سفید منصوب کرد. او به‌عنوان رئیس گروه بیوتکنولوژی کابینه کاخ سفید، دبیر اجرایی پانل شورای علمی کاخ سفید در مورد سلامت دانشگاه‌ها و عضوی از چندین گروه مشاوره در زمینه تدوین دستورالعمل‌های دولتی برای تحقیقات در مورد موضوعات انسانی و برای امور انسانی خدمت کرد. درمان حیوانات در تحقیقات او متعاقباً در دوران ریاست جمهوری جورج اچ دبلیو بوش و جورج دبلیو بوش در شورای مشاوران رئیس‌جمهور در علم و فناوری خدمت کرد.

### مؤسسه ملی بهداشت
هیلی مدیر مؤسسه تحقیقاتی در بنیاد کلینیک کلیولند بود، زمانی که رئیس‌جمهور جورج اچ دبلیو بوش در سال ۱۹۹۱ از او برای منصوب شدن به عنوان مدیر NIH، اولین رئیس زن آن انتخاب کرد. او در طول دو سال ریاست خود، ابتکارات بسیاری را انجام داد، از جمله توسعه یک آزمایشگاه بزرگ درون دانشگاهی برای ژنومیک انسانی. یک تیم مشهور جهانی را برای سرپرستی پروژه ژنوم انسانی استخدام کرد، از جمله مدیر فعلی NIH دکتر فرانسیس کالینز. افزایش تحقیقات پرستاری به یک مؤسسه مستقل NIH. و سیاستی را ایجاد کرد که به موجب آن NIH فقط آن دسته از کارآزمایی‌های بالینی را که شامل مردان و زنان می‌شد، زمانی که شرایط مورد مطالعه بر هر دو جنس تأثیر می‌گذارد، تأمین مالی می‌کرد.

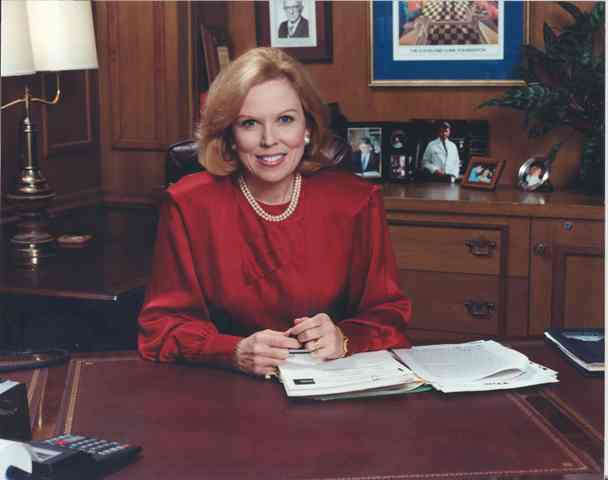
هیلی از سال ۱۹۹۱ تا ۱۹۹۳ در NIH خدمت کرد.

به گفته فرانسیس کالینز، هیلی مسئول تحت فشار قرار دادن جیمز واتسون برای بازنشستگی به عنوان مدیر پروژه ژنوم انسانی به دلیل اعتقاد عمومی واتسون مبنی بر اینکه توالی‌های ژنی شناسایی شده DNA باید به‌جای اجازه دادن به توالی‌های DNA برای ثبت اختراع، برای جلوگیری از بیماری‌ها در دسترس باشند، بود. ایده ای که واتسون آن را دیوانه و دیوانه توصیف کرد و ایده ای که هیلی ترجیح داد.

## ابتکار سلامت زنان
در سال ۱۹۹۱، او مطالعات ابتکار سلامت زنان را آغاز کرد. مطالعه WHI توسط Healy تصور و طراحی شد و همچنان بزرگ‌ترین کارآزمایی بالینی تصادفی شده در تاریخ است که فقط زنان را شامل می‌شود و اثرات استراتژی‌های پیشگیری خاص را بر علل اصلی مرگ و ناتوانی در زنان پس از یائسگی مطالعه می‌کند. اندکی پس از آغاز مطالعات WHI، هیلی بر اثر تومورهای مغزی ناشی از گلیوبلاستوم درگذشت. او هرگز نتیجه ابتکار خود را ندید.

## انجمن قلب آمریکا
به عنوان رئیس انجمن قلب آمریکا از سال ۱۹۸۸ تا ۱۹۸۹، او تلاش کرد هم جامعه و هم جامعه پزشکی را متقاعد کند که بیماری قلبی نیز بیماری زنانه است، «نه یک بیماری مردانه پنهان». هیلی که در سال ۱۹۹۹ به عنوان رئیس صلیب سرخ آمریکا منصوب شد، همزمان با نظارت بر توسعه برنامه واکنش به سلاح‌های کشتار جمعی، برای بهبود ایمنی و در دسترس بودن منبع خون آمریکایی کار کرد. او در سال ۲۰۰۱ پاسخ سازمان به حملات ۱۱ سپتامبر را رهبری کرد.

### کاندیدای سنای آمریکا
در سال ۱۹۹۴، هیلی نامزد جمهوری خواهان برای نمایندگی اوهایو در سنای ایالات متحده بود. او در انتخابات مقدماتی GOP شرکت کرد و در یک مسابقه چهار نفره دوم شد. ستوان فرماندار مایک دی واین در انتخابات عمومی پیروز شد و پیروز شد.

### دانشگاه ایالتی اوهایو
هیلی از سال ۱۹۹۵ تا ۱۹۹۹ به عنوان استاد و رئیس دانشکده پزشکی خدمت کرد. در طول تصدی وی، کالج برنامه‌های بهداشت عمومی خود را گسترش داد تا به یک دانشکده بهداشت عمومی تبدیل شود و کالج پزشکی را دوباره به دانشکده پزشکی و بهداشت عمومی تبدیل کرد.
تلاش‌های او منجر به تعیین دانشکده پزشکی به عنوان مرکز ملی تعالی در سلامت زنان شد. یک بخش جدید ارتوپدی همراه با توسعه برنامه‌ریزی شده یک مؤسسه اسکلتی عضلانی ایجاد شد. مرکز سرطان جیمز با استخدام دکتر کلارا بلومفیلد، انکولوژیست و محقق سرطان خون، و همسرش دکتر آلبر د لا شاپل ، ژنتیک دان مشهور جهان، تلاش‌های خود را در تحقیقات پایه گسترش داد: آنها با هم برنامه‌های کالج را در تحقیقات سرطان گسترش دادند. و ژنتیک تومور تحقیقات و تمرین قلبی عروقی با استخدام دکتر رابرت میشلر از دانشگاه کلمبیا، که به احیای برنامه‌های جراحی قفسه سینه و پیوند قلب کمک کرد و یکی از اولین برنامه‌های جراحی قلب روباتیک را توسعه داد، رشد کرد. دکتر پاسکال گلدشمیت، متخصص قلب و پژوهشگر، که از جانز هاپکینز استخدام شده بود، به ایجاد مؤسسه قلب و ریه کمک کرد.

### هیئت‌های مشورتی
هیلی در طول دوران حرفه ای خود در کمیته‌ها و هیئت‌های مشاوره پزشکی متعددی خدمت کرد. آنها شامل کمیته‌های مؤسسه پزشکی آکادمی ملی علوم، که او یکی از اعضای آن بود، و آکادمی ملی مهندسی بودند. وزارت انرژی، ناسا، و مؤسسه ملی بهداشت. او برای مدت کوتاهی در هیئت مشورتی The Advancement of Sound Science Coalition (سازمانی که بعدها نشان داده شد که توسط فیلیپ موریس تأمین مالی شده‌است) شرکت کرد و در گروه‌های مشاوره و هیئت‌های متعدد انجمن قلب آمریکا و کالج آمریکایی قلب و عروق خدمت کرد. منتقد صریح سیگار و اثرات آن بر سیستم قلبی عروقی بود.

### مطبوعات
هیلی در طول دوران حرفه‌ای خود به عنوان مفسر و مشاور پزشکی برای CBS، PBS و MSNBC خدمت کرد و در شبکه‌های CNN، C-SPAN و کانال فاکس نیوز ظاهر شد. هیلی ستونی با عنوان «دربارهٔ سلامت» برای US News & World Report در سال ۲۰۰۳ در مورد طیف گسترده‌ای از موضوعات پزشکی از سلامت زنان گرفته تا ماری جوانا، بیماری عروق کرونر تا سرطان، خالکوبی تا ختنه مردان و آمادگی پزشکی برای اصلاح سلامت نوشت.
هیلی زمانی که یافته‌های مؤسسه پزشکی در سال ۲۰۰۴ مبنی بر قطعی بودن شواهدی که ارتباط بین واکسیناسیون دوران کودکی و اوتیسم را رد می‌کند، مورد بحث قرار گرفت. در یک مصاحبه تلویزیونی ملی CBS با شریل اتکیسون، او ادعا کرد که دولت از مطالعه اینکه آیا زیرگروه‌های جمعیتی مستعدی وجود دارد که در آنها واکسیناسیون ممکن است منجر به اوتیسم شود، پرهیز کرده‌است، زیرا می‌ترسد که اگر چنین ارتباطی بین واکسن‌ها و واکسن‌ها پیدا شود. اوتیسم، مردم واکسیناسیون را متوقف می‌کنند.

## خانواده
هیلی با جراح قلب فلوید دی. لوپ، مدیر عامل سابق کلینیک کلیولند، اوهایو ازدواج کرد. او و همسرش یک دختر به نام ماری مک گراث لوپ داشتند. او یک دختر دیگر به نام بارتلت باکلی از ازدواج قبلی خود داشت.

## مرگ
هیلی در ۶ اوت ۲۰۱۱ در گیتس میلز، اوهایو درگذشت و به یک بیماری ۱۳ ساله با سرطان مغز پایان داد.